# Alcântara (Maranhão)
Alcântara é um município da região metropolitana de São Luís, no estado do Maranhão, no Brasil. Sua população estimada em 2021 era de 21.126 habitantes e possui uma área de 1457,96 km² quilômetros quadrados.
A cidade é, desde 1948, considerada Patrimônio Nacional pelo Instituto do Patrimônio Histórico e Artístico Nacional, sendo após 2004 considerada como de valor cultural, histórico, artístico, paisagístico, urbano e arqueológico. Alcântara reúne um conjunto arquitetônico e urbanístico que consiste em uma série de igrejas antigas, as ruínas do Forte de Vera Cruz de Itapecuru ( também conhecido como Forte do Calvário ) e uma série de palacetes arruinados que lembram o passado pujante do município, outrora sede da elite agroexportadora do Maranhão.

## História
Até 1612, a região era habitada por um aglomerado de aldeias de indígenas tupinambás, sendo a principal delas conhecida pelo nome de Tapuitapera. Quando os franceses que chegaram ao Maranhão, liderados por Daniel de La Touche, estabeleceram relações com essas aldeias, construindo a primeira capela.
Entre 1616 e 1618, com a expulsão dos franceses, os portugueses começaram o processo de ocupação da região. Com a divisão de capitanias naquele território, Tapuitapera se tornou sede da capitania de Cumã. A capitania teve como primeiros donatários o desembargador Antonio Coelho de Carvalho e seu neto Francisco de Albuquerque Coelho de Carvalho

### Criação da vila
Durante a invasão holandesa de 1641, os portugueses perderam as posses das terras. Com a retomada do território, houve a elevação de Tapuitapera à Vila de Santo Antônio de Alcântara, em 1648, voltando a ter alguma atividade com engenhos de açúcar e produção de algodão. Na vila, foi estabelecida a Câmara, um pelourinho e uma igreja Matriz.

### Sede de capitania
No século XVIII, houve uma política de de reincorporação das capitanias donatárias à Coroa, sendo a capitania de Cumã extinta por carta régia, por volta de 1754. A capitania ocupava a região compreendida entre a foz do rio Mearim, rio Pindaré e o rio Turiaçu.

### Incorporação ao Maranhão
Posteriormente, Alcântara se tornou o maior centro produtor do Maranhão, chegando a rivalizar com São Luís, no período em que a economia maranhense se baseava no algodão e na mão-de-obra escrava. Em 1836, Alcântara foi elevada à categoria de cidade, atingindo seu apogeu econômico. Os filhos dos grandes proprietários eram enviados para estudar na Europa, o que trouxe grande influência europeia para a região.

### Decadência
Na segunda metade do século XIX, ocorre grande decadência econômica na região, com a queda acentuada pela Abolição da Escravatura e o povoamento de outras regiões do Maranhão, entretanto restou como testemunho do período áureo o acervo arquitetônico de valor inconteste, tombado pelo IPHAN em 1948.

## Geografia

### Relevo
O município faz parte do litoral em forma de rias na faixa que corresponde ao golfão maranhense. Seu relevo é formado planícies fluviais e fluvio-marinhas, áreas planas e baixas, com altitudes predominantes entre 5 e 15 metros, recortadas por canais de circulação de águas salobras.

### Clima
O clima de Alcântara é o tropical úmido, o qual se divide em dois períodos: chuvoso de janeiro a junho e estiagem de julho a dezembro. Sua temperatura media anual é de 27°, com umidade relativa do ar superior a 82% e índice pluviométrico entre 2000 e 2400 milímetros anuais.

### Hidrografia
As principais bacias hidrográficas são as dos rios Aurá (que deságua na Baía de São Marcos), Peri Açu (que deságua na Baía de Cumã), Salgado e os igarapés do Brito, do Alegre, do Pepital, do Peru, Caiuana, Baiado Grande, Imbuaçu, Itauaú, do Outeiro, do Castelo, Peri-Mirim, da Fontinha, da Esperança, dentre outros.

### Vegetação e biodiversidade
A vegetação característica da região são os manguezais na faixa litorânea e a mata aberta com babaçu no interior do município.
A vegetação original do município é a Floresta Amazônica, mas em razão do desmatamento, as árvores da floresta são espaçadas e intercaladas por espécies secundárias, de pequeno porte.
Todo o território de Alcântara está inserido na Área de Proteção Ambiental das Reentrâncias Maranhenses.

### Ilhas
Pertencem ao município de Alcântara as ilhas do Cajual, do Livramento, dos Guarás, das Pacas.
A ilha do Cajual é um importante sítio arqueológico do Maranhão. A presença de fósseis de espécies que também viveram na África comprovam que a África e a América do Sul já foram um só continente.

### Demografia
A população de Alcântara, conforme dados do IBGE, em 2022, era de 18.467 habitantes e a densidade demográfica era de 15,81 habitantes por quilômetro quadrado. Comparando-se com outros municípios do estado, ficava nas posições 97 e 134 de 217. Já levando-se em comparação todos os municípios do Brasil, ficava nas posições 1831 e 3685 de 5570.
De acordo com o Censo Demográfico de 2010, 57,92% da população do município é católica e 19,44% evangélica.
Em 2010, 70,77% da população vivia na zona rural e 29,28% na zona urbana.
| População no último censo [2022] | 18.467 pessoas                          |
| População estimada [2024]        | 18.774 pessoas                          |
| Densidade demográfica [2022]     | 15,81 habitante por quilômetro quadrado |

Fonte: IBGE

#### Comunidades quilombolas
A primeira definição de quilombo surgiu em resposta ao Rei de Portugal à consulta do Conselho Ultramarino, em 1740. Desse modo, no Brasil, como também em outras partes da América onde existiu a escravidão, esses ajuntamentos se espalharam como forma de protesto dos negros escravos às condições desumanas e alienadas a que estavam submetidos. No Brasil, o quilombo marcou sua presença durante todo o período escravista e existiu praticamente em toda a extensão do território brasileiro.
A Constituição Federal de 1988 coloca os remanescentes de quilombos como sujeitos de direitos sociais, econômicos, civis e políticos como forma de reativar a memória ligada ao motivo dessa vergonha e como maneira de resgate da tão negada dignidade do povo negro escravizado.
Para além, o estado do Maranhão reúne os traços mais tradicionais e as raízes do Brasil; seja devido à sangrenta disputa pela terra ou pela mistura de raças, credos e ritmos. Por ter sido um dos primeiros estados a receber escravos negros oriundos da África, os quilombos se multiplicaram no Maranhão, destacando-se o Século XIX. Logo, com a queda do preço do açúcar e as pressões pela abolição da escravatura, vários quilombos se formaram pelo Brasil, destacando-se o estado do Maranhão. 
Com o declínio econômico, a queda das exportações e o deslocamento da produção para os vales dos Rios Itapecuru, Mearim e Pindaré, ocorreu o o abandono de terras pelos proprietários das grandes fazendas, e pelas ordens religiosas Ordem do Carmo, dos Jesuítas, das Carmelitas, e dos Mercedários, que também possuíam terras em Alcântara. levando a população negra a promover outras formas de organização e ocupação do território.
Na contemporaneidade, tendo por base o Censo Quilombola de 2022, existiam 8.441 localidades quilombolas no território brasileiro, associadas a 7.666 comunidades quilombolas declaradas. A Região Nordeste possui o maior quantitativo de localidades identificadas, com 5.386 (63,81%) ocorrências, enquanto o Maranhão é o estado com o maior número, com 2.025 localidades (23,99%). O estado da Bahia aparece em segundo lugar com 1.814 localidades, em seguida, Minas Gerais com 979 localidades, correspondendo, respectivamente, a 21,49% e 11,60% do total.
Ademais, dentre os municípios brasileiros, Alcântara é o com o maior número de comunidades quilombolas do Brasil, com mais de 200 comunidades, seguido por Itapecuru Mirim (MA), com 121, e Januária (MG), com 101. 
Tendo por base o levantamento de comunidades quilombolas realizado pelo IBGE, o município de Alcântara conta com as seguintes comunidades: Água Preta de Cima; Águas Belas; Apicum Grande; Arenhengaua; Arenhenguaua; Bacanga; Bacurijaba; Bacurijuba; Bacurituba; Baiacuana; Baixa Grande I; Baixa Grande II; Baixo Do Grilo; Baracatutiua; Barbosa; Barreiros; Barreto; Bebedouro; Beju-acu; Belem; Bituba Portugal; Boa Vista; Boa Vista I; Boa Vista II; Boa Vista III; Boca de Salina; Boca do Rio; Bom de Viver; Bom Jardim; Bom Ver; Bom Viver (Bom de Ver); Bordao; Brito I; Cacador; Caicaua I; Caicaua II; Caicauia II; Caja II; Cajaba; Cajapari; Cajatiua; Cajiba; Cajueiro; Cajueiro dos Pretos; Cajueiro II; Cajueiro II; Cajuiba; Camajo; Camarim; Camirim; Canavieira; Canelatiua; Capijuba; Capim Acu; Capoteiro; Caratatiua; Castelo; Caveiro; Cavem II; Centro Alegre; Centro da Eulalia; Centro de Vovo; Centro do Banana; Centro do Goiabal; Codo; Conceicao; Coqueiro; Corre Fresco; Cujupe I; Cujupe II; Curuca I; Engenho I; Espera; Esperanca; Esteio; Florida; Folhal; Fora Cativeiro; Forquilha; Goaiabal; Goiabal; Guanda I; Guanda II; Iguaiba; Ilha da Camboa; Ilha Do Cajual; Iririzal; Iscoito; Itamatatiua; Itapera; Itaperai; Itapiranga; Itapuaua; Itauau; Jacare; Jacare I; Jacroa; Jana; Japeu; Jarucaia; Joao Costa; Jordoa; Ladeira; Ladeira II; Lago; Macaco; Macacos; Macajubal I; Macajubal II; Mae Eugenia; Mamona I; Mamona II; Mamuna; Mamunilha; Mangueiral; Manival; Manuna; Maracati; Maria Preta; Marinheiro; Marmorana; Maruda; Matinha; Mato Grosso; Mocajituba I; Mocajituba II; Mocajituba III; Mocajubal; Mumuna; Murari; Muricizal; Mutiti; Nova Belem; Nova Espera; Nova Ponta Seca; Novo Belem; Novo Cajueiro; Novo Maruda; Novo Peipital; Novo Peru; Novo so Assim; Oitiua; Pacatiua (paquativa); Pacoval; Pacuri; Palmeiras; Paquativa; Paraiso; Pavao; Pepital; Peri Acu; Perizinho; Peroba; Peroba de Baixo; Peroba de Cima; Peru; Piquia; Pirapema; Ponta D'areia; Ponta Seca; Porto da Cinza; Porto de Baixo; Porto de Cabloco; Porto do Boi; Porto do Boi I; Porto do Meio; Porto Novo; Praia de Baixo; Prainha; Primirim; Quiriritiua; Raimundo Sul; Raposa; Rasgado; Retiro; Rio Grande I; Rio Grande II; Rio Verde; Salina; Samucangaua; Santa Barbara; Santa Helena; Santa Luzia; Santa Maria; Santa Rita; Santa Rita I; Santa Rita II; Santana; Santana dos Cablocos; Santo Inacio; Santo Inacio e Castelo; Sao Benedito I; Sao Benedito II; Sao Benedito III; Sao Francisco I; Sao Francisco II; Sao Joao De Cortes; Sao Jose; Sao Lourenco; Sao Mauricio; Sao Paulo; Sao Raimundo; Sao Raimundo II; Sao Raimundo III; Segurado; So Assim; Tacaua I; Tapicuem (itapecuem); Tapiranga; Tapolo; Tapuio; Tatuoca; Taturoca; Terra Mole; Terra Nova; Tijuca; Timbotuba; Tiquaras II; Trajano; Trapucara; Traquai; Tubarao; Tumbotuba; Vai com Deus; Vila Itaperai; Vila Maranhense; Vila Nova Ilha do Cajual; Vila Nova I (vila do Meio); Vila Nova II; Vista Alegre; Itamatatiua.

## Economia
O PIB do município ficou, em 2019, em R$ 125.751.640, correspondendo ao 126º maior PIB do estado. Em 2021, o PIB capita era de R$ 6.725. Em comparação com outros munícipios do estado do Maranhão, ficava nas posições 192 de 217, e na 5542 de 5570 entre todos os municípios do Brasil. Já o percentual de receitas externas em 2023 era de 94,33%, o que o colocava na posição 94 de 217 municípios do estado do Maranhão.
A distribuição setorial do PIB em 2019 ficou: Agropecuária (10,79%), Indústria (5,92%), Serviços- Administração, defesa, educação e saúde públicas e seguridade social (57,74%) e Serviços- Demais setores (25,54%).
| Salário médio mensal dos trabalhadores formais [2022]                                             | 2,0 salários mínimos |
| Pessoal ocupado [2022]                                                                            | 1.567 pessoas        |
| População ocupada [2022]                                                                          | 8,49%                |
| Percentual da população com rendimento nominal mensal per capita de até 1/2 salário mínimo [2010] | 56,4%                |

Fonte: IBGE

## Infraestrutura

### Centro de Lançamento de Alcântara
Em Alcântara, há um centro espacial do qual são lançados os veículos lançadores de satélites no âmbito da Missão espacial completa brasileira. É o CLA - Centro de Lançamento de Alcântara. Na América Latina, o CLA é o único concorrente do Centro Espacial de Kourou situado na Guiana Francesa, mas, ao contrário deste, o centro espacial brasileiro não opera lançamentos constantes em razão de atrasos logísticos e tecnológicos.

### Travessia São Luís-Alcântara
Um sistema de ferry-boats realiza a Travessia São Luís-Alcântara, cruzando a Baía de São Marcos, ligando a cidade de São Luís até o porto de Cujupe, em Alcântara, e encurtando a distância entre a capital e a Baixada Maranhense, transportando mais de 1,8 milhão de passageiros por ano.
Também é possível fazer a travessia em barcos menores e catamarãs, através do Cais da Praia Grande, na Rampa Campos Melo, no Centro de São Luís (próximo ao Palácio dos Leões), até o Porto de Jacaré–Terminal Hidroviário de Alcântara, em viagens em torno de 1 hora e 20 minutos, com partida conforme a variação da maré.

### Rodovias
O acesso ao município se dá pela MA-106.

### Educação
Há um campus do Instituto Federal de Educação Ciência e Tecnologia do Maranhão (IFMA) em Alcântara.
A rede de ensino municipal é dotada de 60 escolas e a rede estadual é composta por duas escolas.
Em 2010, a taxa de escolarização de 6 a 14 anos de idade era de 96,8%. Comparando-se com outros municípios do estado, ficava na posição 105 de 217. Já na comparação nacional, ficava na posição 3870 de 5570.
| Taxa de escolarização de 6 a 14 anos de idade [2010]             | 96,8%            |
| IDEB – Anos iniciais do ensino fundamental (Rede pública) [2023] | 4,7              |
| IDEB – Anos finais do ensino fundamental (Rede pública) [2023]   | 4,0              |
| Matrículas no ensino fundamental [2023]                          | 2.873 matrículas |
| Matrículas no ensino médio [2023]                                | 619 matrículas   |
| Docentes no ensino fundamental [2023]                            | 239 docentes     |
| Docentes no ensino médio [2023]                                  | 65 docentes      |
| Número de estabelecimentos de ensino fundamental [2023]          | 39 escolas       |
| Número de estabelecimentos de ensino médio [2023]                | 3 escolas        |

Fonte: IBGE

### Saúde
A principal unidade de saúde é o Hospital Municipal Dr. Neto Guterres, além de unidades de saúde da família e postos de saúde.
Em 2022, tem-se que a taxa de mortalidade infantil média na cidade é de 34,88 para 1.000 nascidos vivos. As internações devido a diarreias são de 75,8 para cada 1.000 habitantes. Comparando-se com todos os municípios do estado do Maranhão, ficava nas posições 8 de 217 e 99 de 217.

## Política
O Poder Legislativo de Alcântara é exercido pela Câmara Municipal, composta de 11 vereadores.
O Poder Executivo é exercido pela Prefeitura de Alcântara, e é representado pelo prefeito, vice-prefeito e secretários municipais.
O munícipio faz parte da Comarca de Alcântara, além de contar com representantes do Ministério Público do Maranhão e da Defensoria Pública do Estado.
Últimos Prefeitos Eleitos
| Ano  | Prefeito       | Partido | Votos | %     | Ref    |
| ---- | -------------- | ------- | ----- | ----- | ------ |
| 2012 | Araken         | PT      | 8.112 | 62,15 | [ 27 ] |
| 2016 | Anderson       | PCdoB   | 8.518 | 63,71 | [ 28 ] |
| 2020 | Padre William  | PL      | 7.874 | 60,29 | [ 29 ] |
| 2024 | Nivaldo Araújo | PSB     | 7.950 | 54,41 | [ 30 ] |

## Cultura e turismo
Escolhida como Patrimônio Histórico Cultural Nacional, a cidade representa uma das principais riquezas culturais do estado. Apesar da decadência econômica do município a partir do final do século XIX, foi conservada parte de sua arquitetura colonial representada pelos inúmeros sobradões, casas mais baixas, igrejas, ruas estreitas e tortuosas e, principalmente, pelas inúmeras ruínas que demonstram o que foi essa cidade, o que possibilita aos visitantes transportarem-se para uma época distante.

### Patrimônio histórico

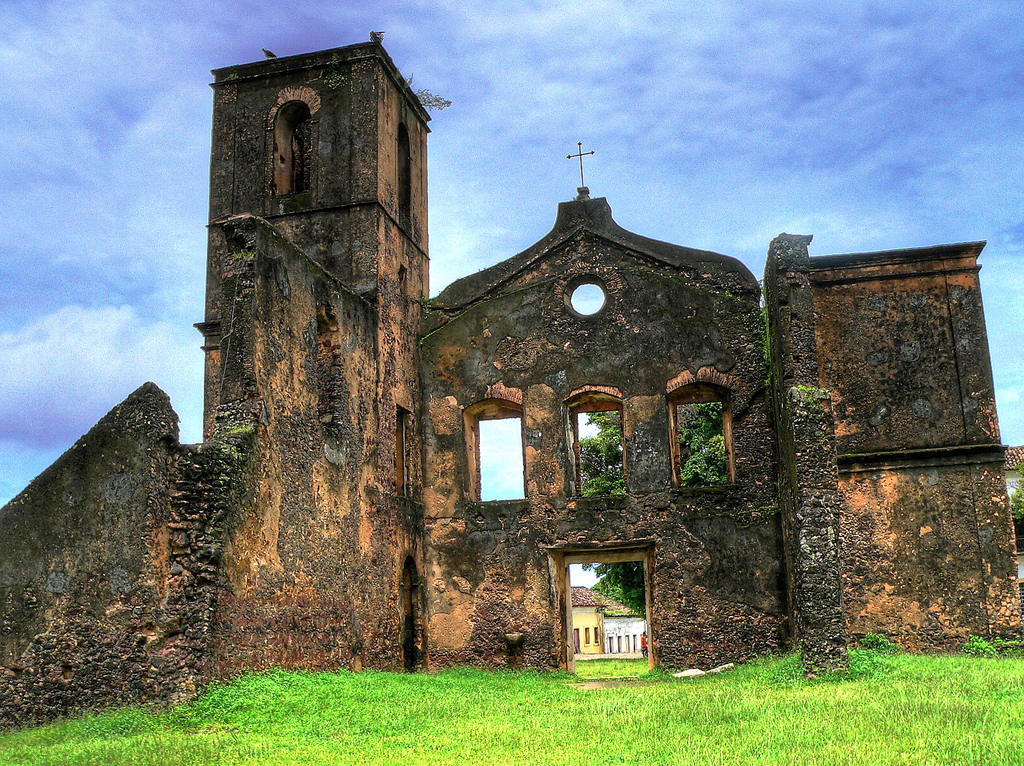
Ruínas da Matriz de São Matias, um símbolo de Alcântara. A igreja teria sido construída em 1622, e teria sido atingida por um raio em 1875, que fez desabar o telhado e condenou sua estrutura, sem que haja consenso histórico.

O Conjunto Arquitetônico de Alcântara é um dos mais notáveis testemunhos fase colonial brasileira. Em 1948, esse foi tombado pelo Instituto do Patrimônio Histórico e Artístico Nacional (IPHAN). A composição arquitetônica de Alcântara é homogênea e original com aspectos bem definidos. Essa pode ser dividida em arquitetura religiosa, arquitetura militar, arquitetura civil, arquitetura vernacular e ruínas. 
Entre as principais construções da cidade estãoː a igreja de Nossa Senhora do Rosário dos Pretos, a igreja e as ruínas do Convento do Carmo, Ruínas da Igreja Matriz de São Matias, a Ladeira do Jacaré (feita em pedras), a capela de Nossa Senhora do Desterro (atual Igreja de São José), a Fonte de Pedra (edificada pelos franceses), o Museu Casa Histórica de Alcântara, o Museu Histórico de Alcântara, ruínas do Forte de São Sebastião, Casa de Câmara e Cadeia, a Casa do Divino, o Solar Cavalo de Troia (o mais alto da cidade), dentre outros.

### Festa do Divino
A Festa do Divino Espírito Santo é realizada no mês de maio ou junho, terminando no Domingo de Pentecostes, sendo que desde o Sábado de Aleluia, os festeiros começam a se preparar para o grande dia em que o imperador recepciona seus convidados com um almoço e farta mesa de doce. A cidade também é muito conhecida pelos seus doces de espécie.

## Galeria

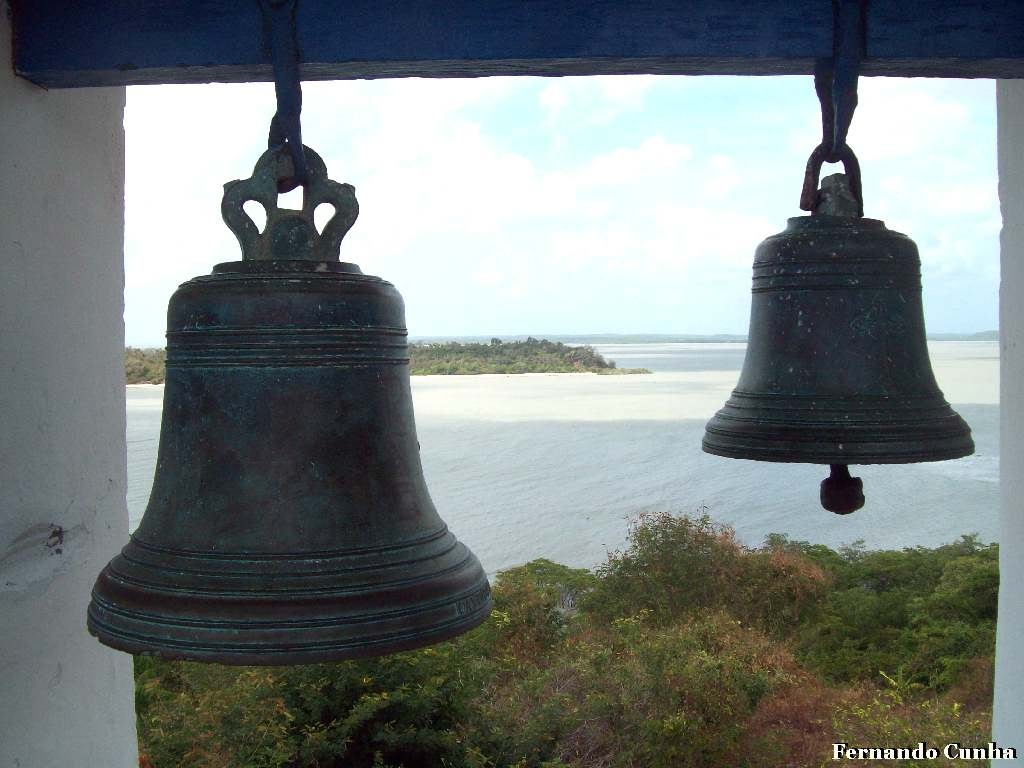
Antigo campanário da igreja de Nossa Senhora do Desterro.
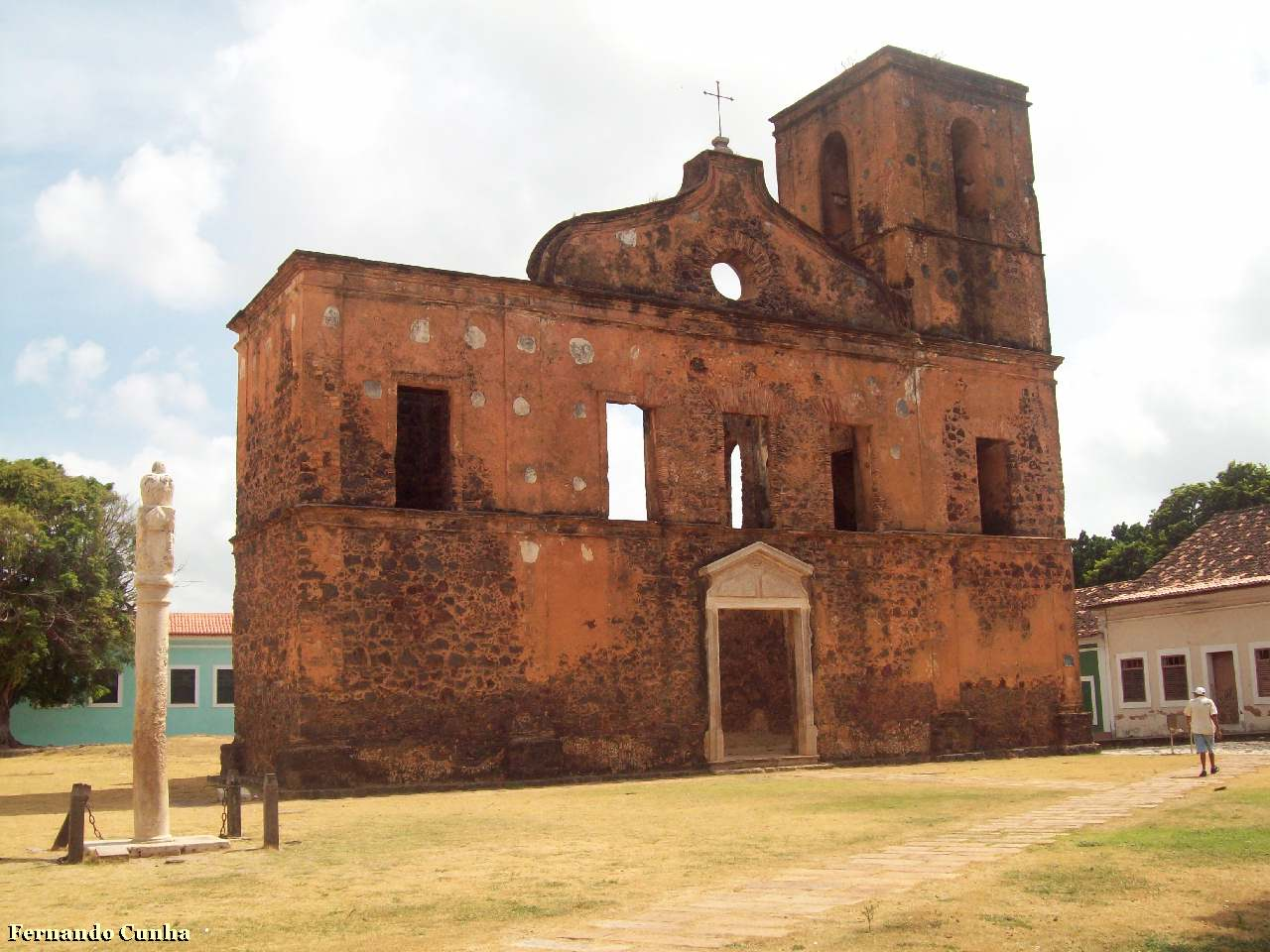
Ruínas da construção da igreja Matriz de São Matias.
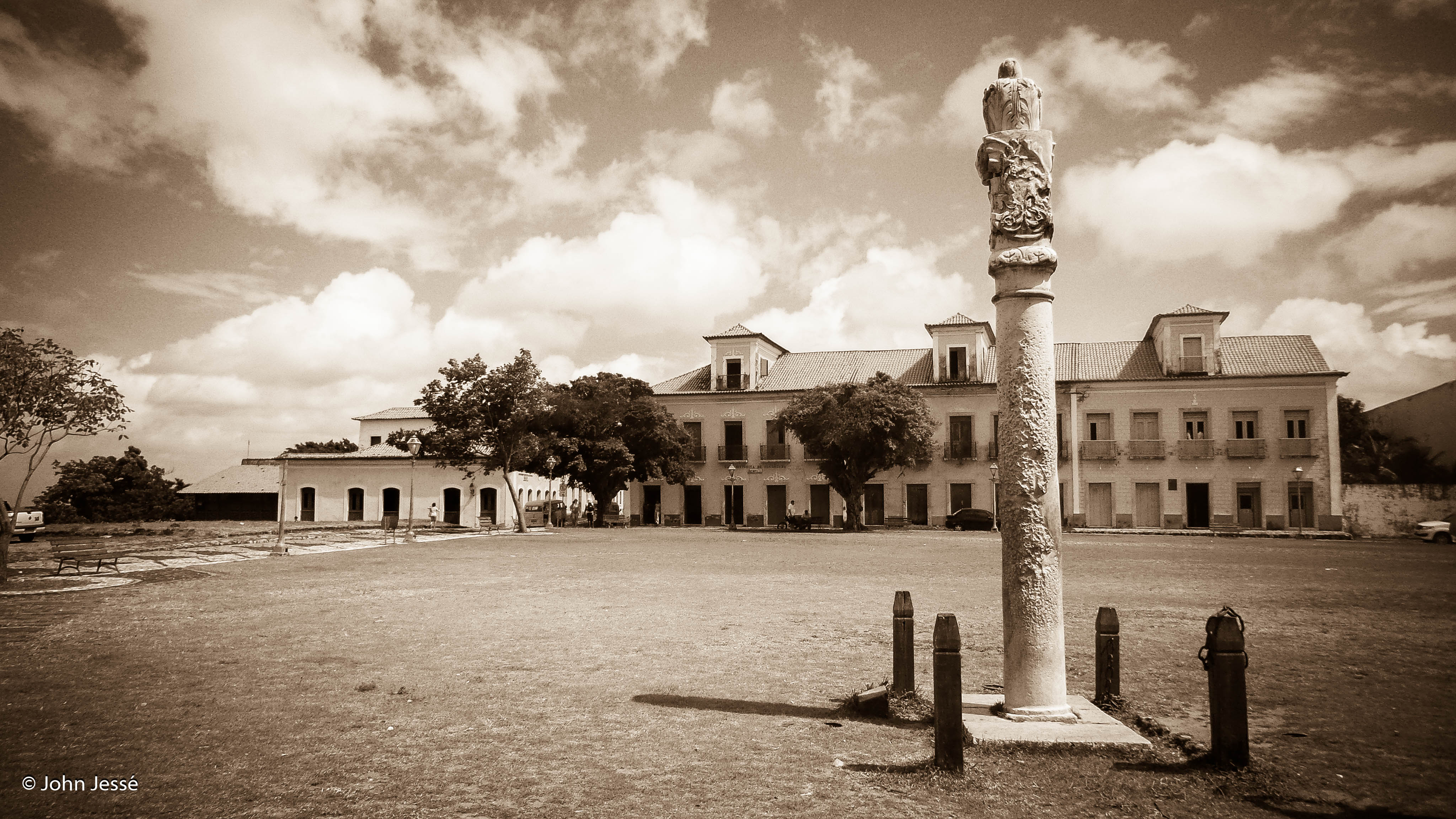
Pelourinho de Alcântara.
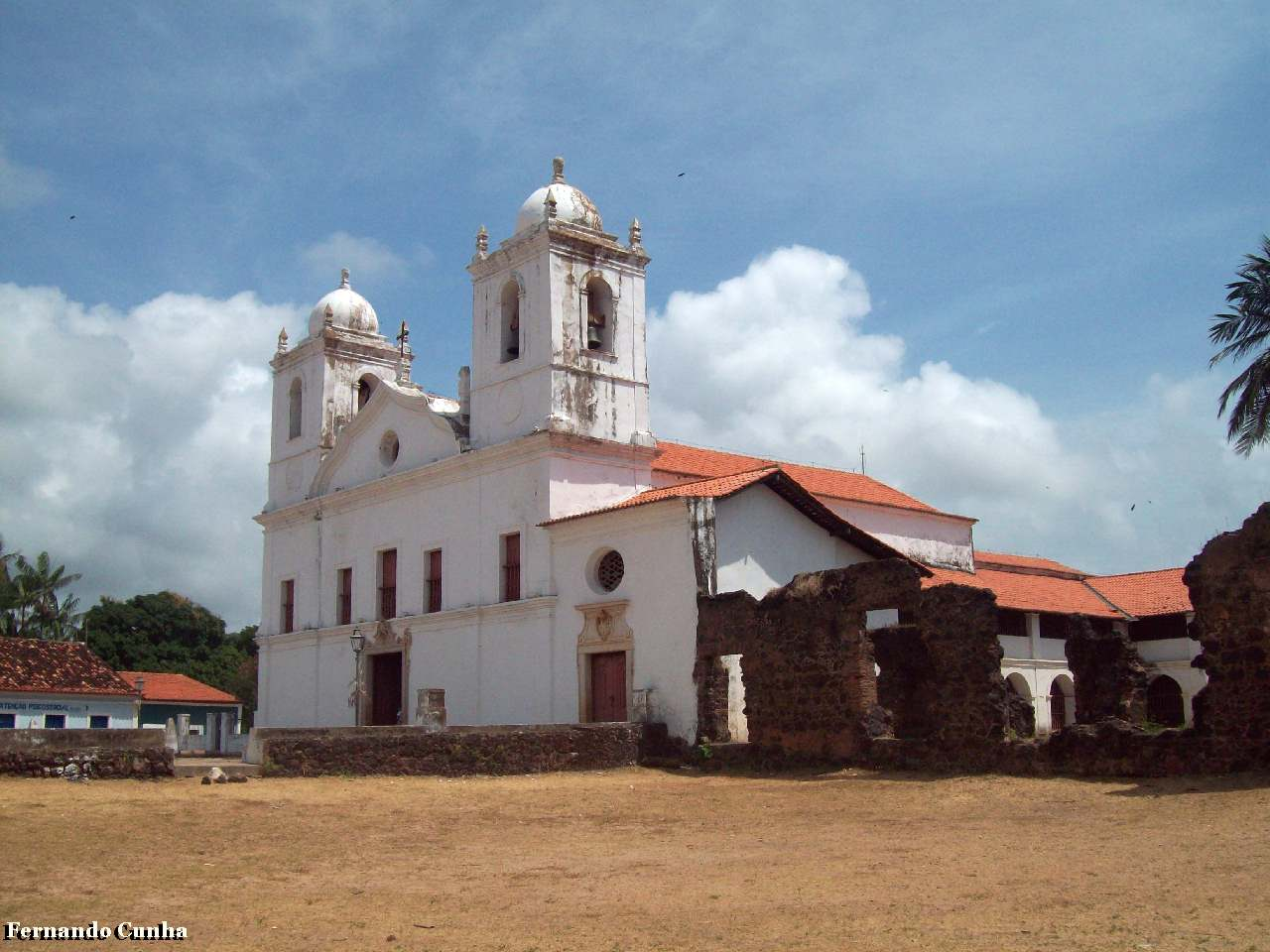
Igreja de Nossa Senhora do Carmo.
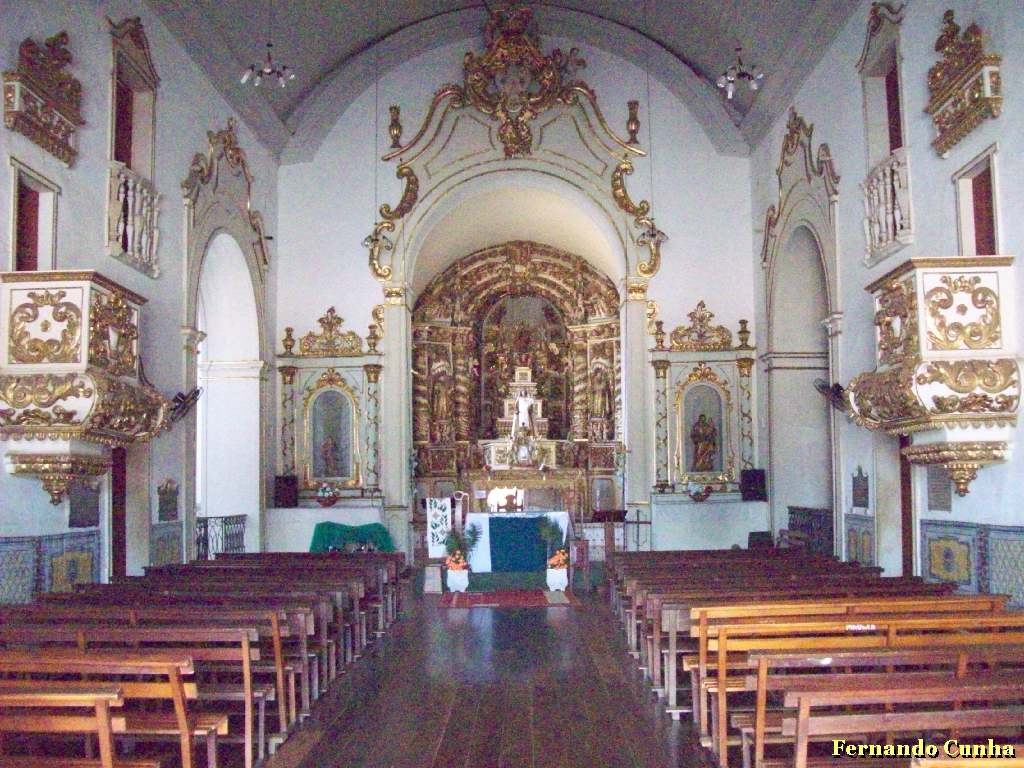
Interior da igreja de Nossa Senhora do Carmo.
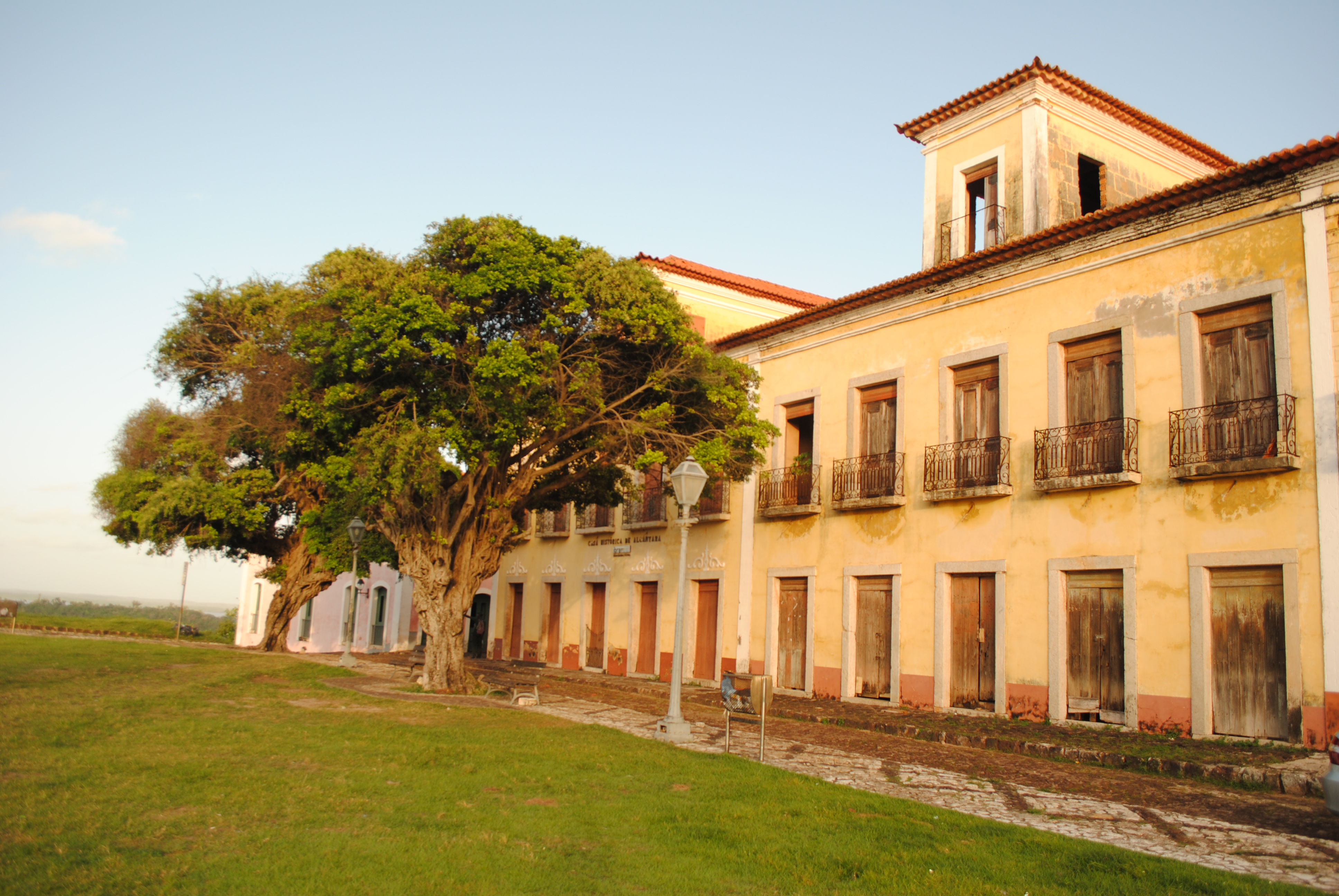
Fachada do Museu Casa Histórica de Alcântara.
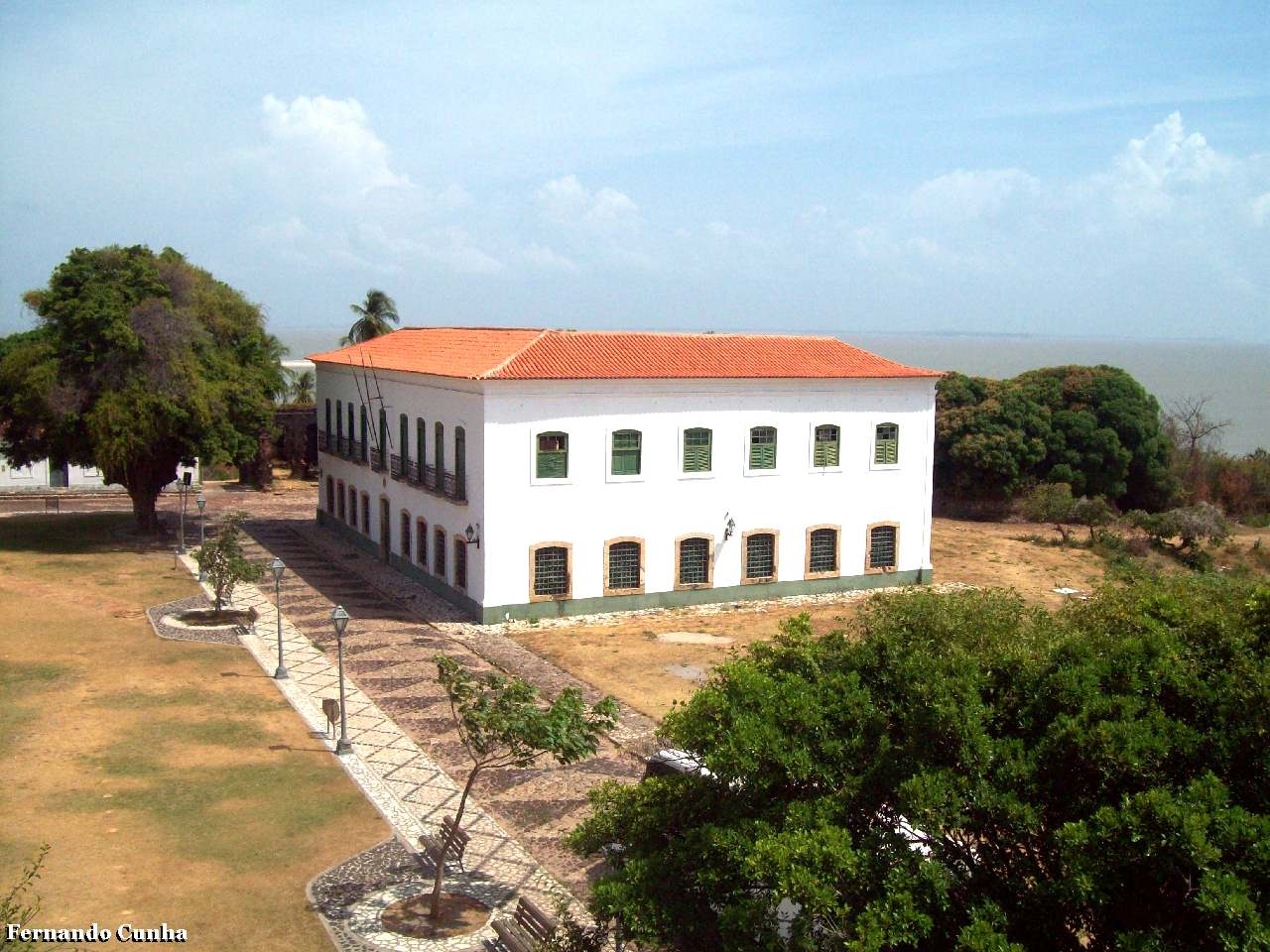
Prefeitura e Câmara Municipal de Alcântara.
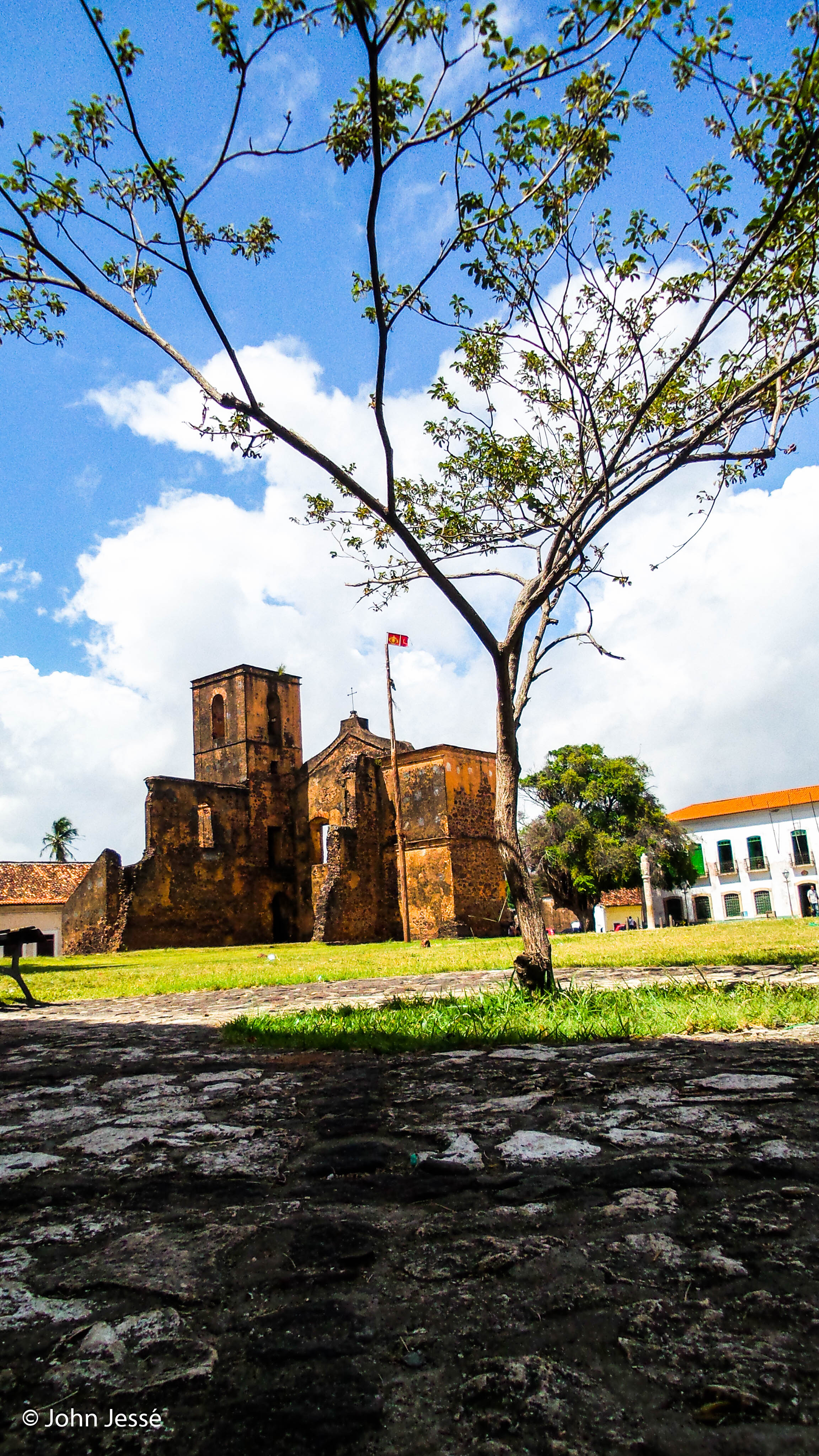
Ruínas da construção da igreja Matriz de São Matias.
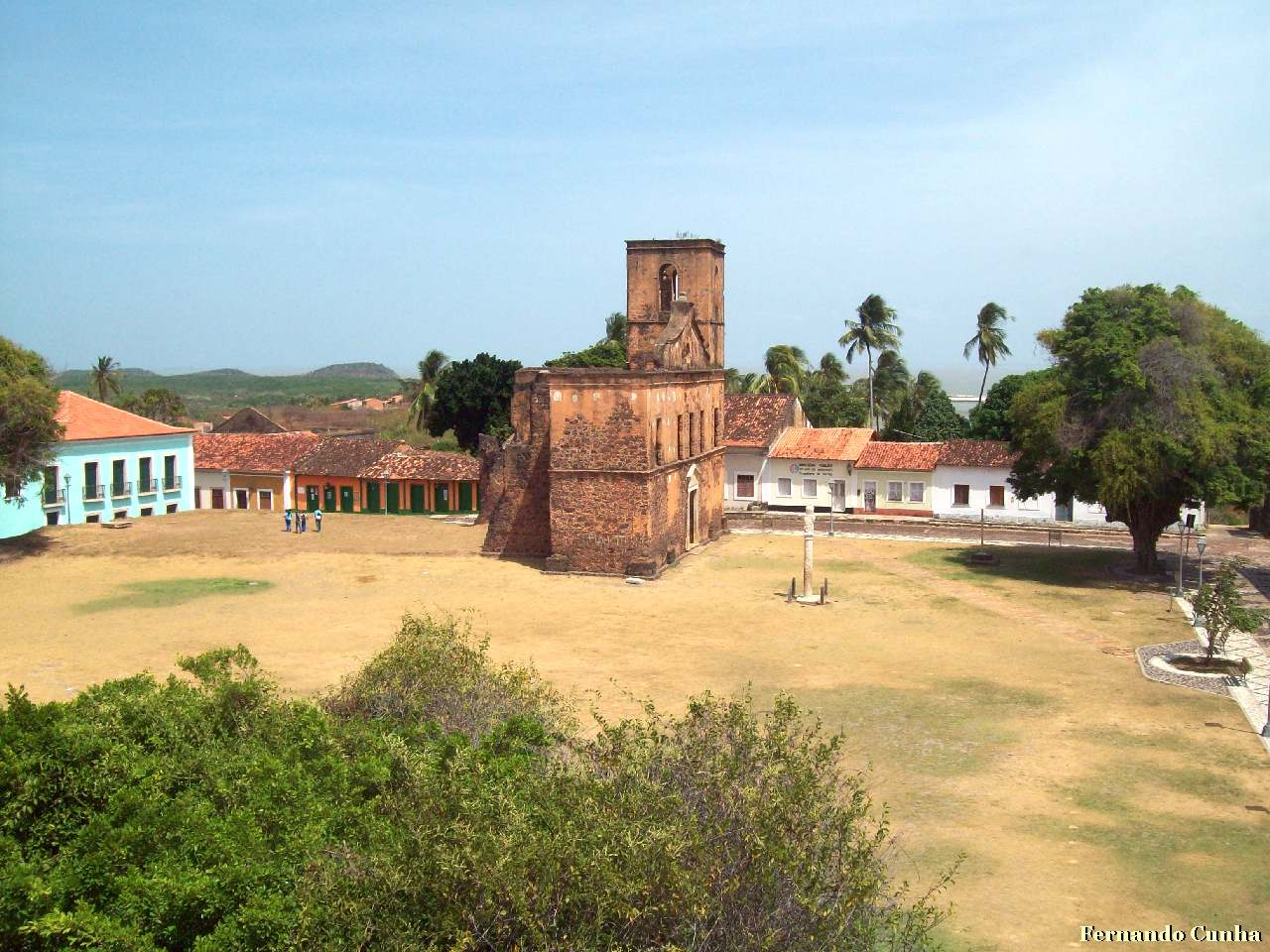
Praça da Matriz e ruínas da igreja de São Matias.
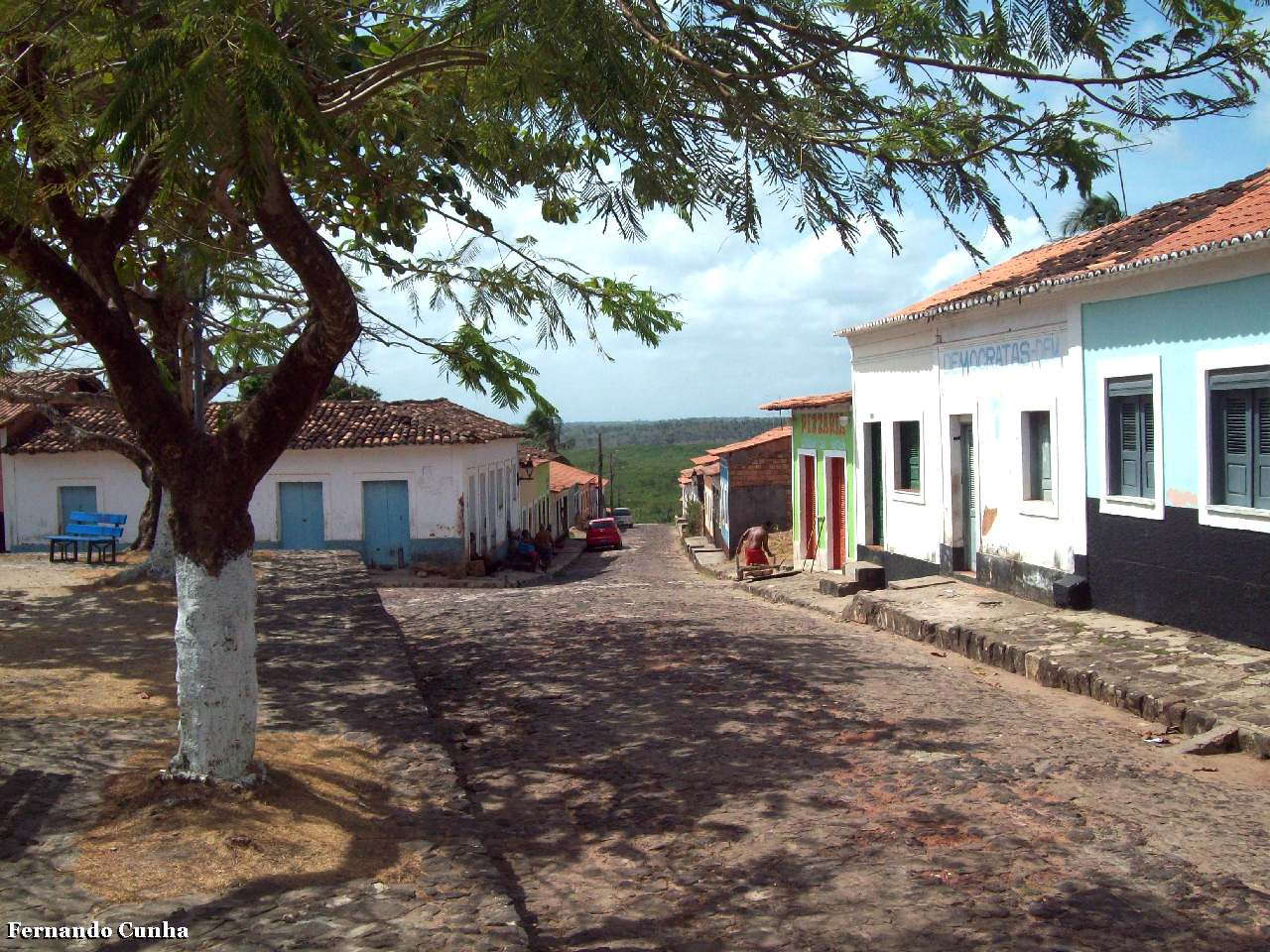
Ruas de Alcântara.
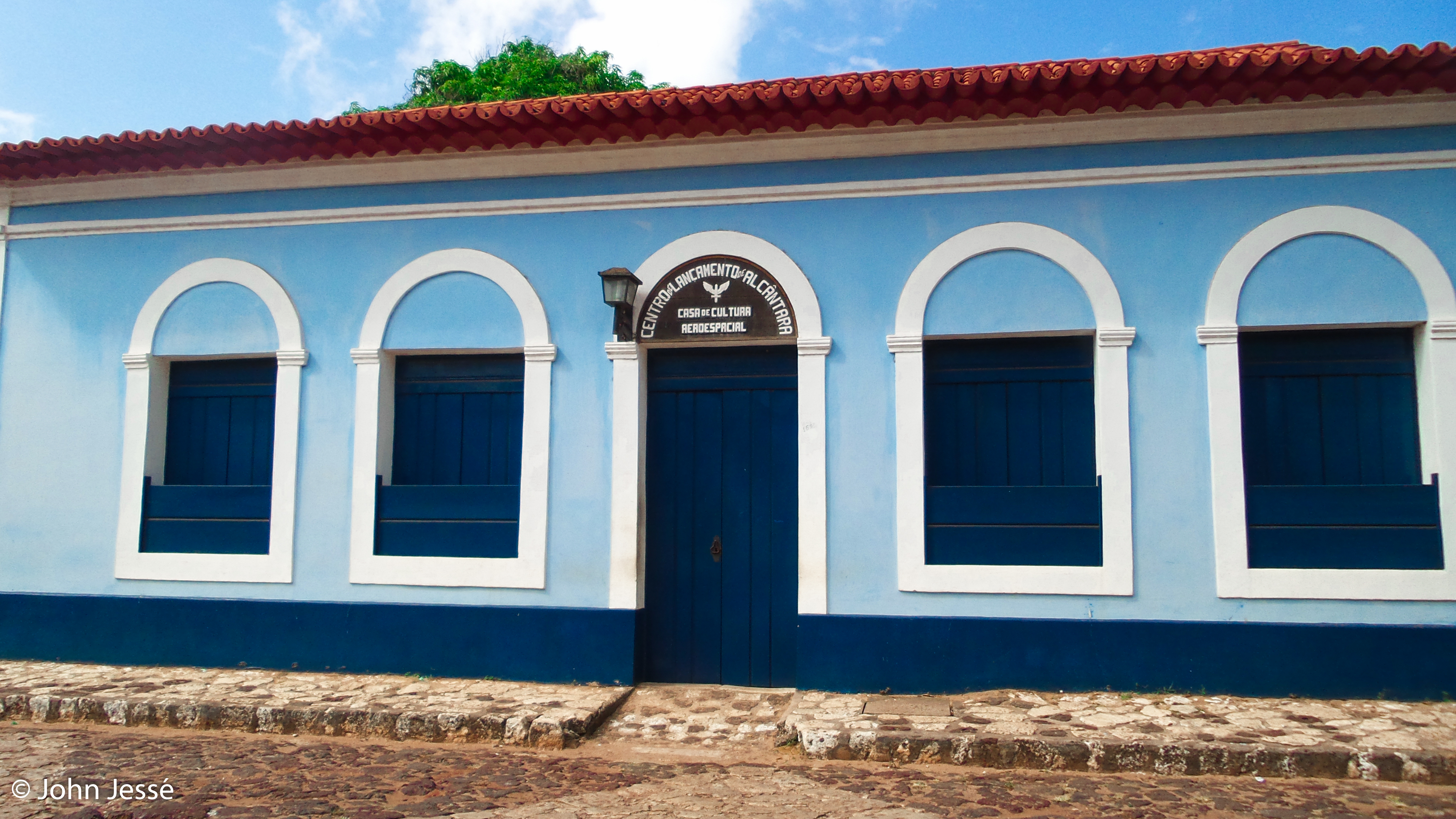
Casa de Cultura Aerospacial do Centro de Lançamento de Alcântara.
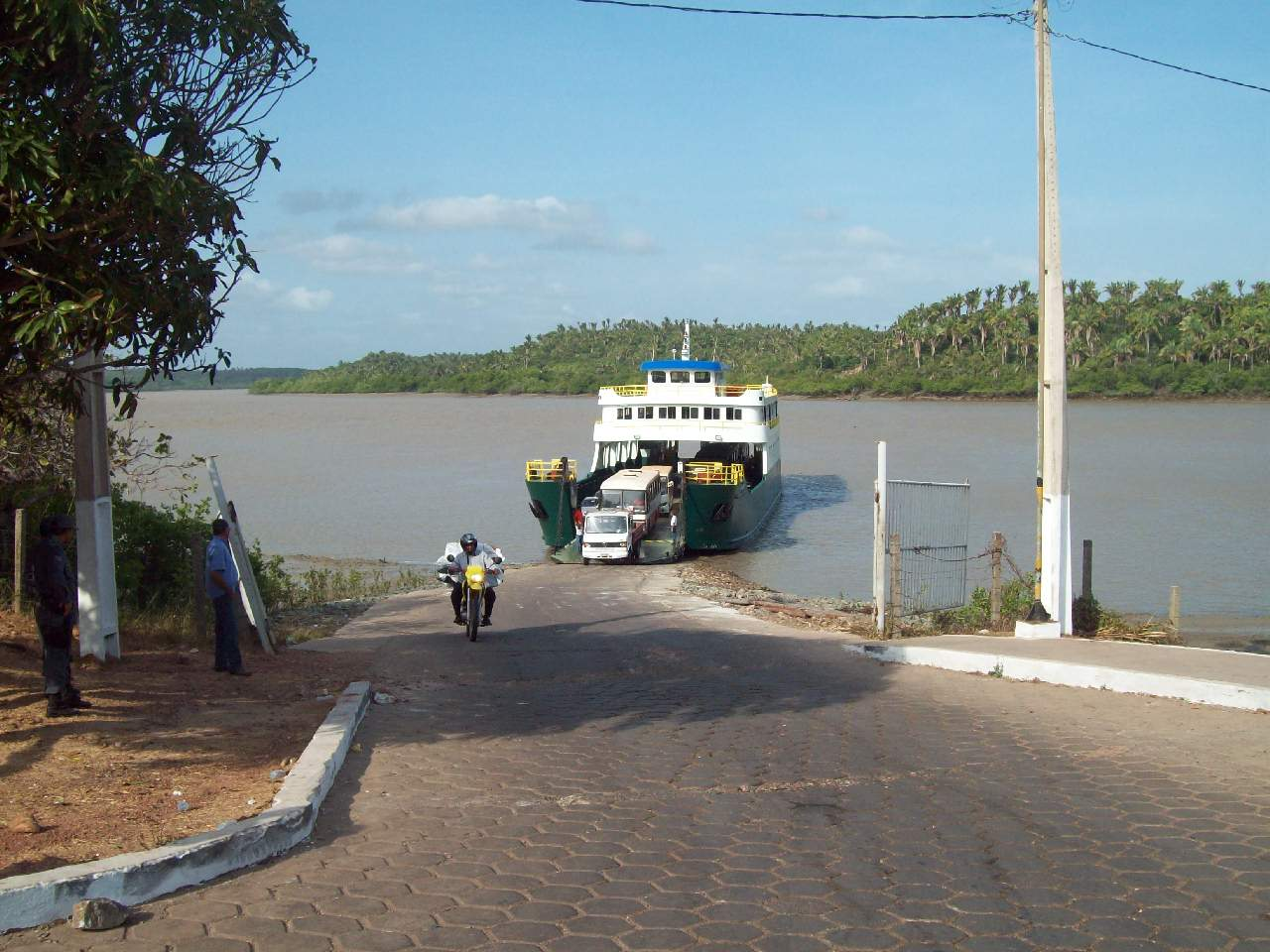
Ferry-boat, no porto de Cujupe.
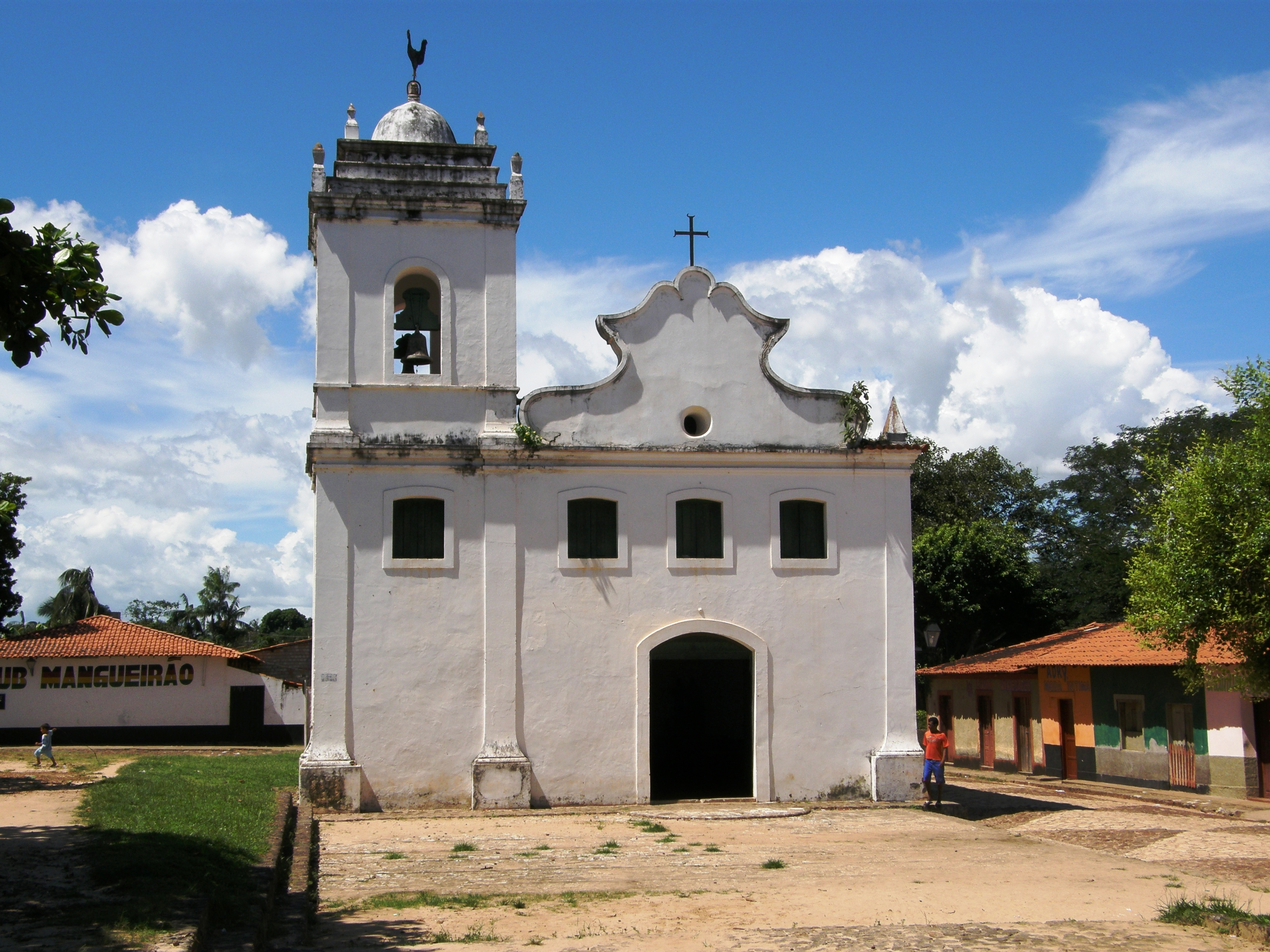
Igreja de Nossa Senhora do Rosário dos Pretos.
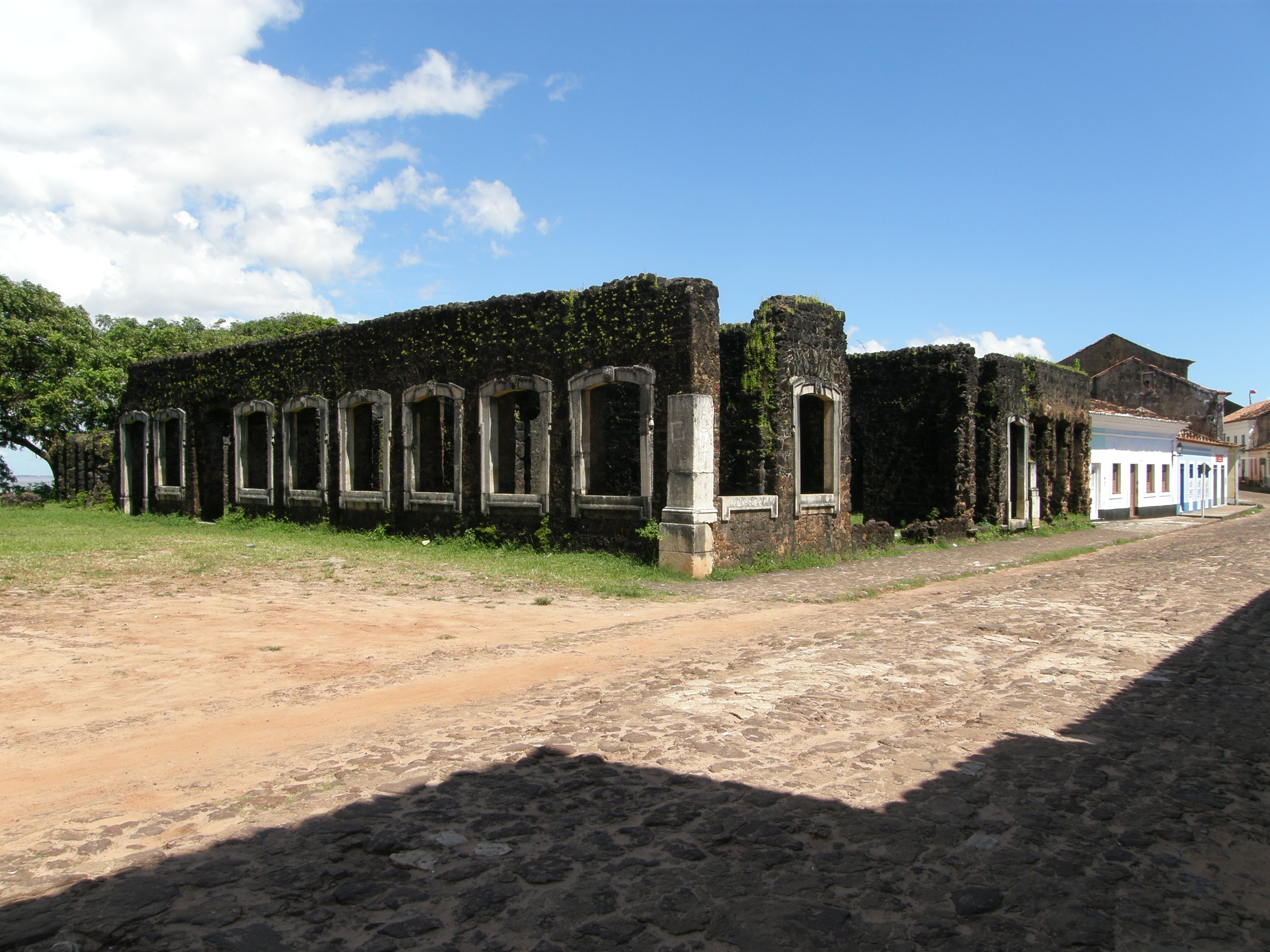
Ruínas do Palacete do Barão de Pindaré.
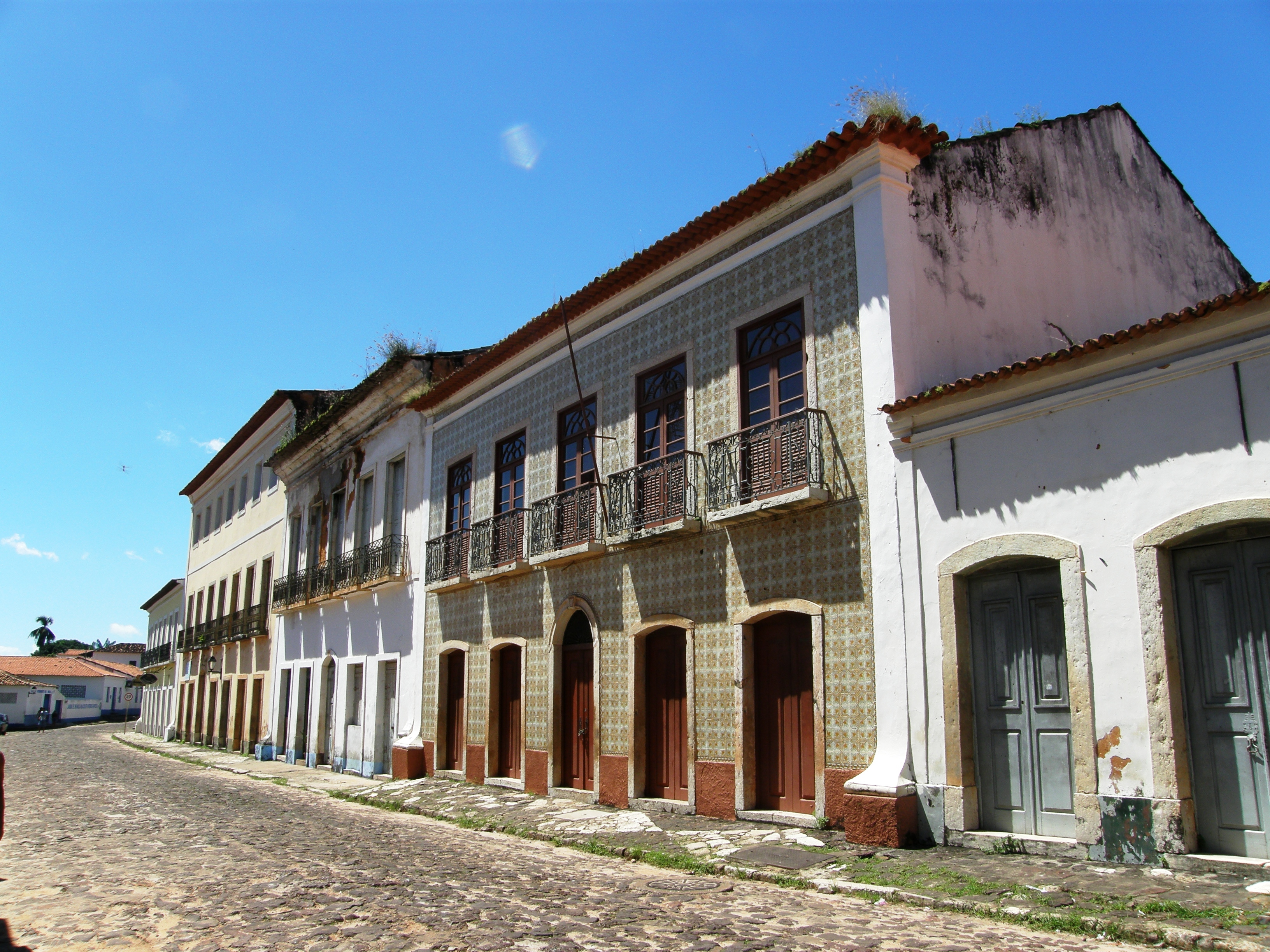
Casa do Divino.
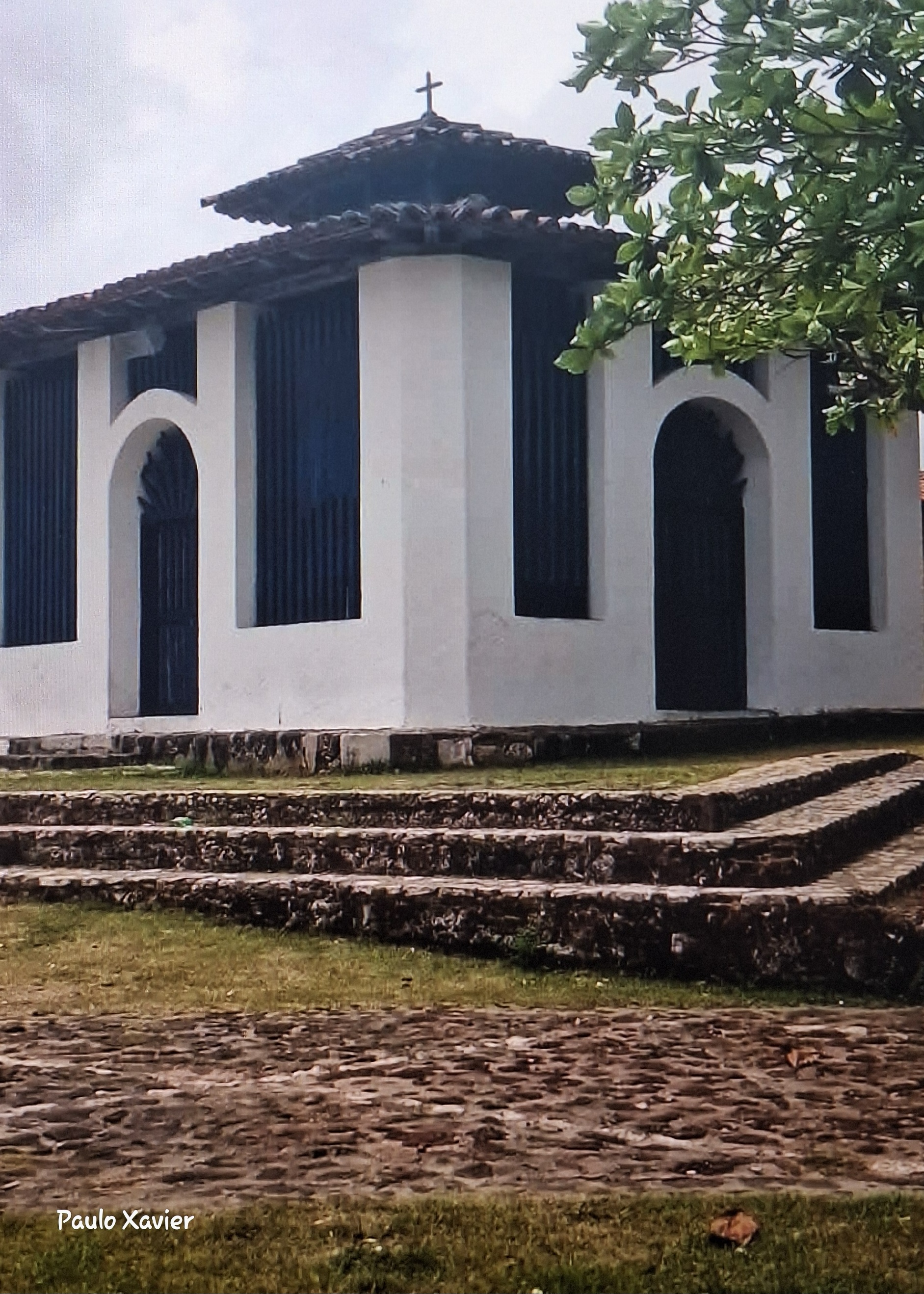
Capela de Nossa Senhora das Mercês, Alcântara, Maranhão.
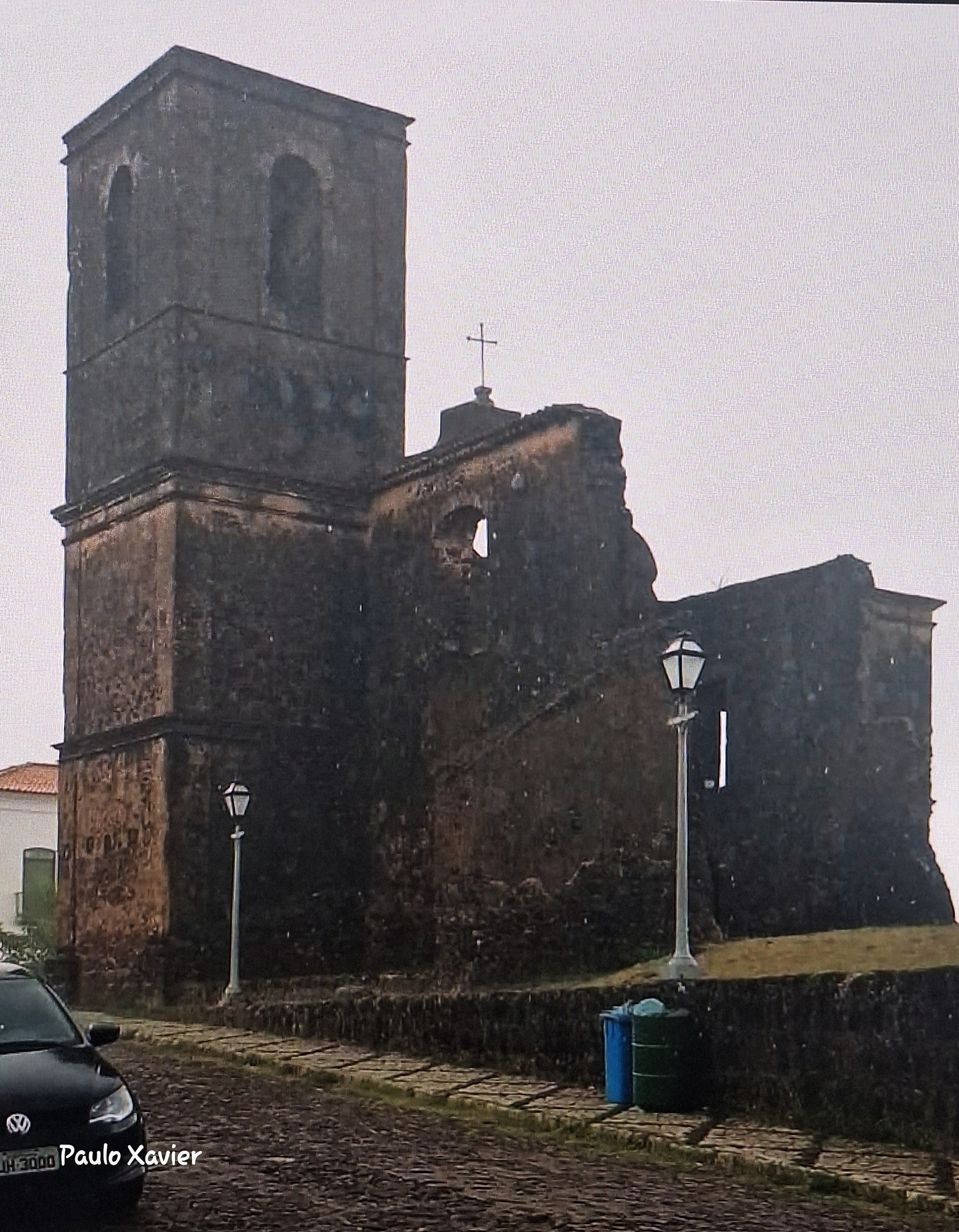
Ruínas da Igreja Matriz de São Matias, Alcântara, Maranhão
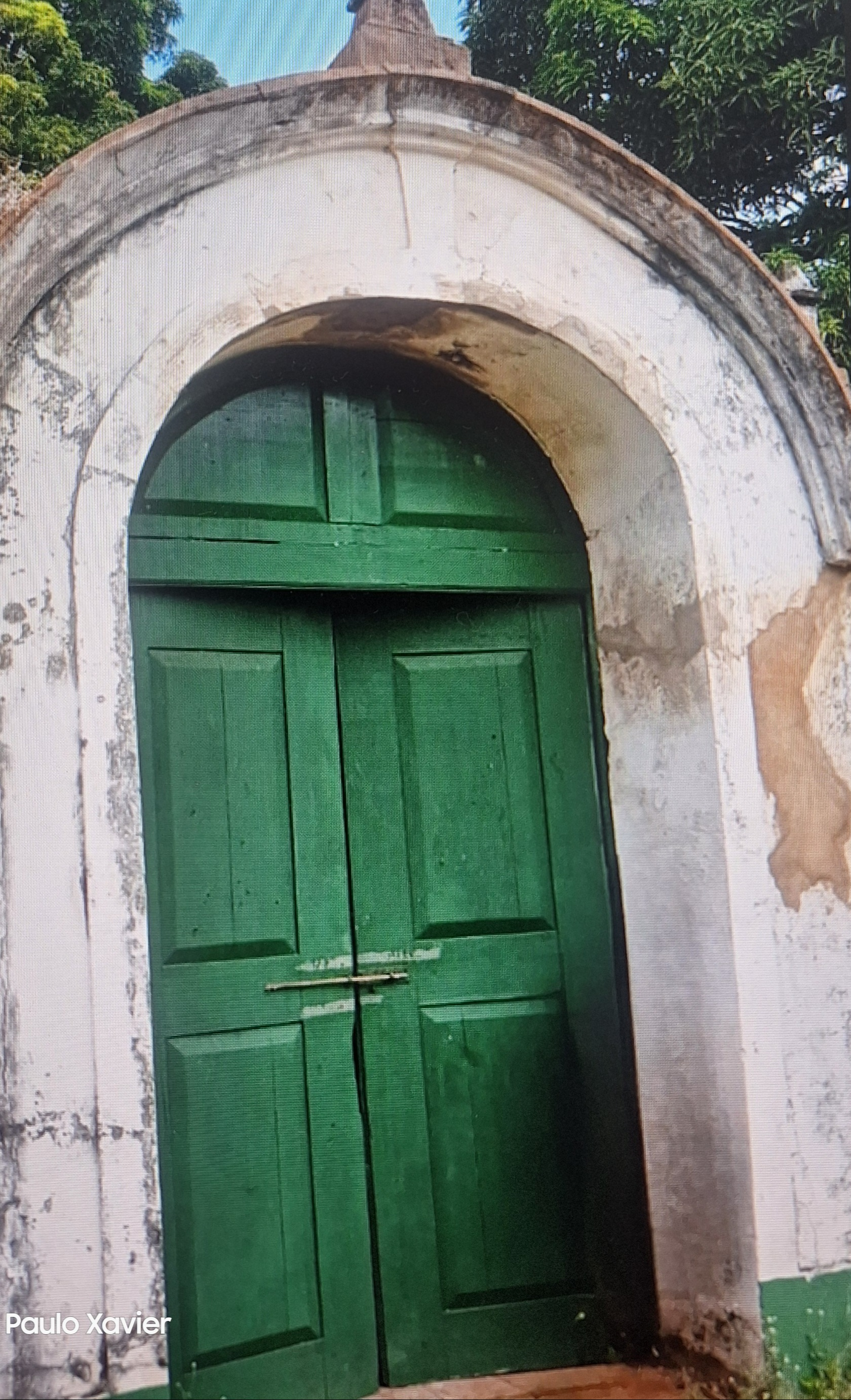
Passos da Paixão de Cristo
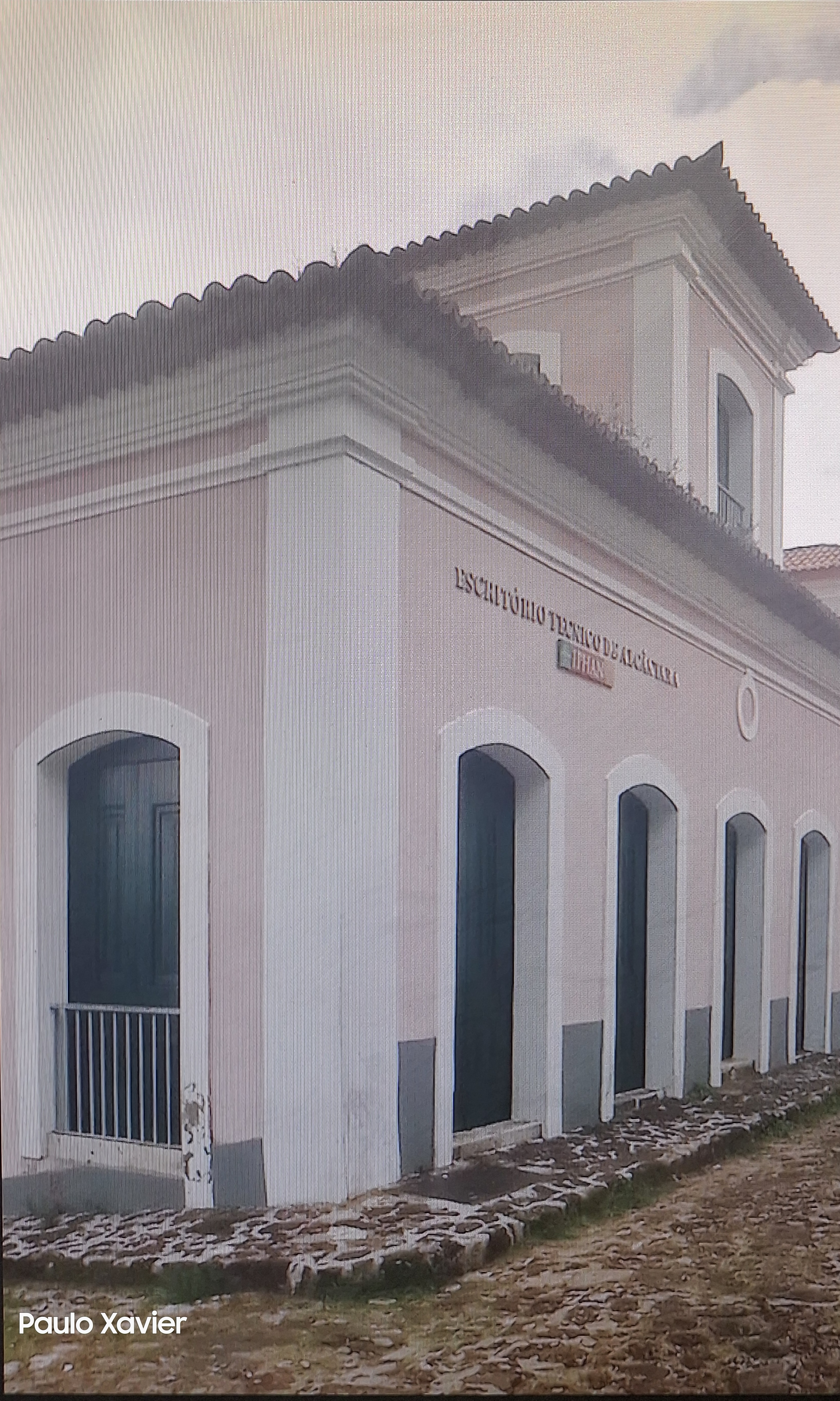
Prédio do Instituto do Patrimônio Histórico e Artístico Nacional (IPHAN)
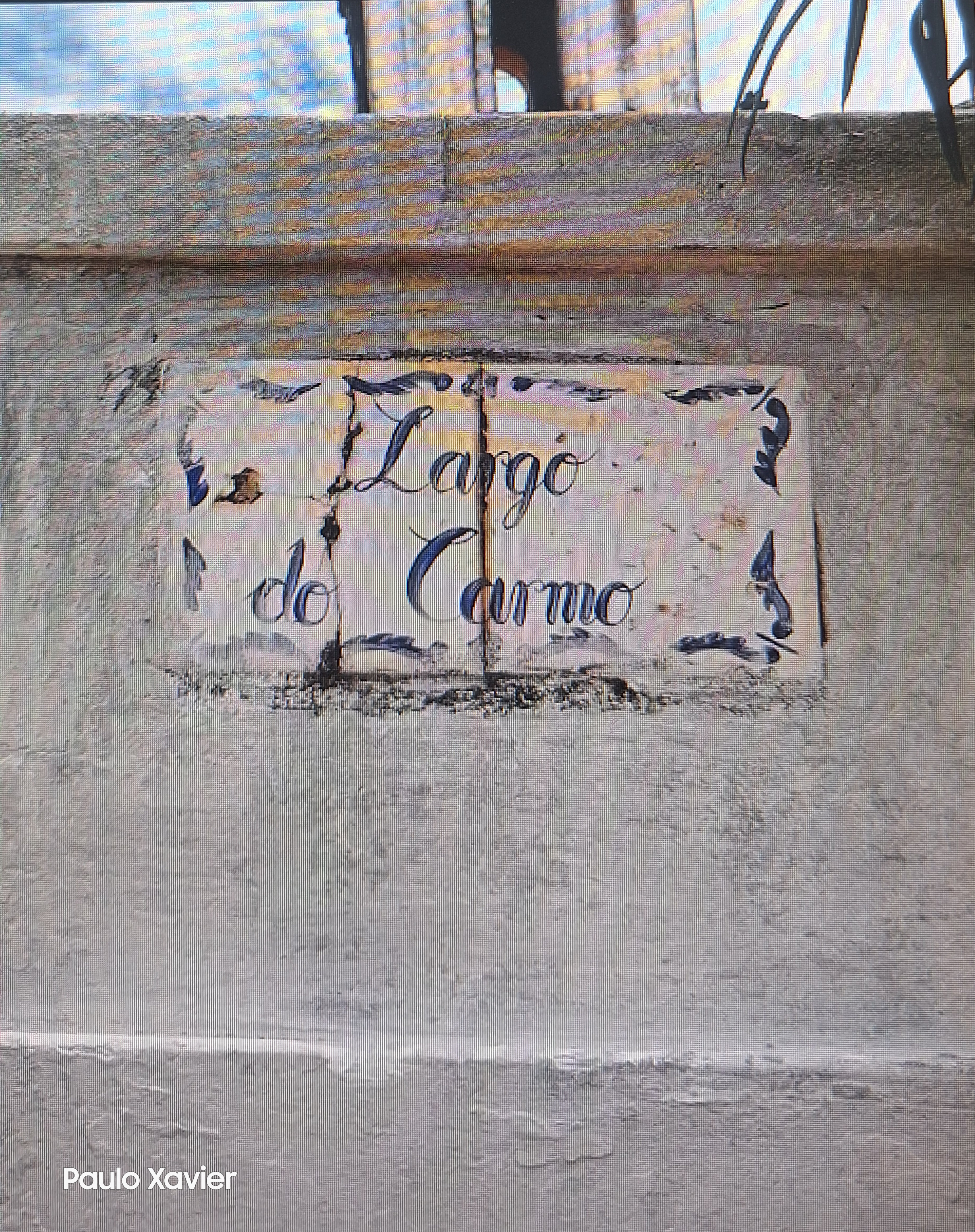
Largo do Carmo, Alcântara
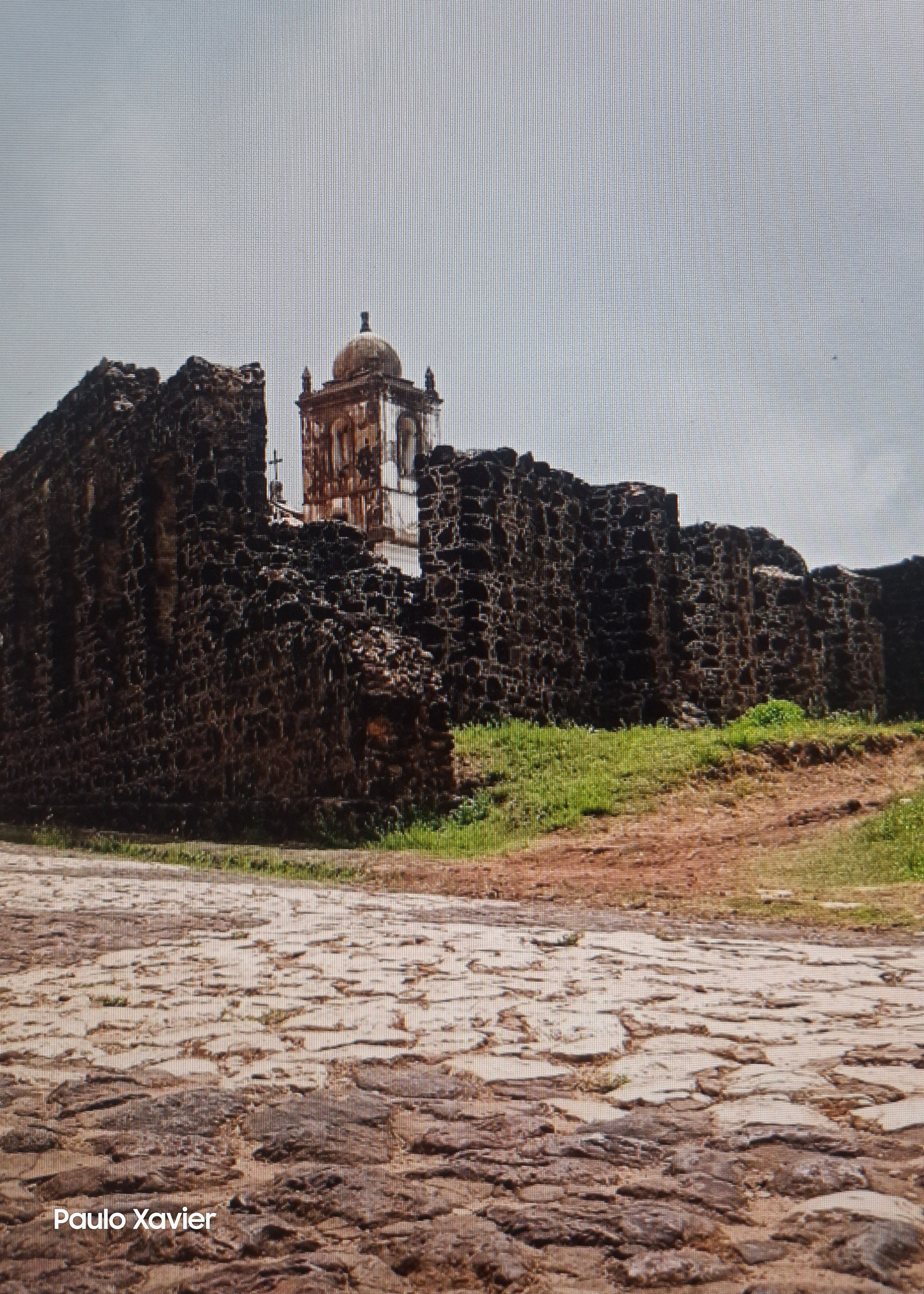
Ruínas do Barão do Mearim
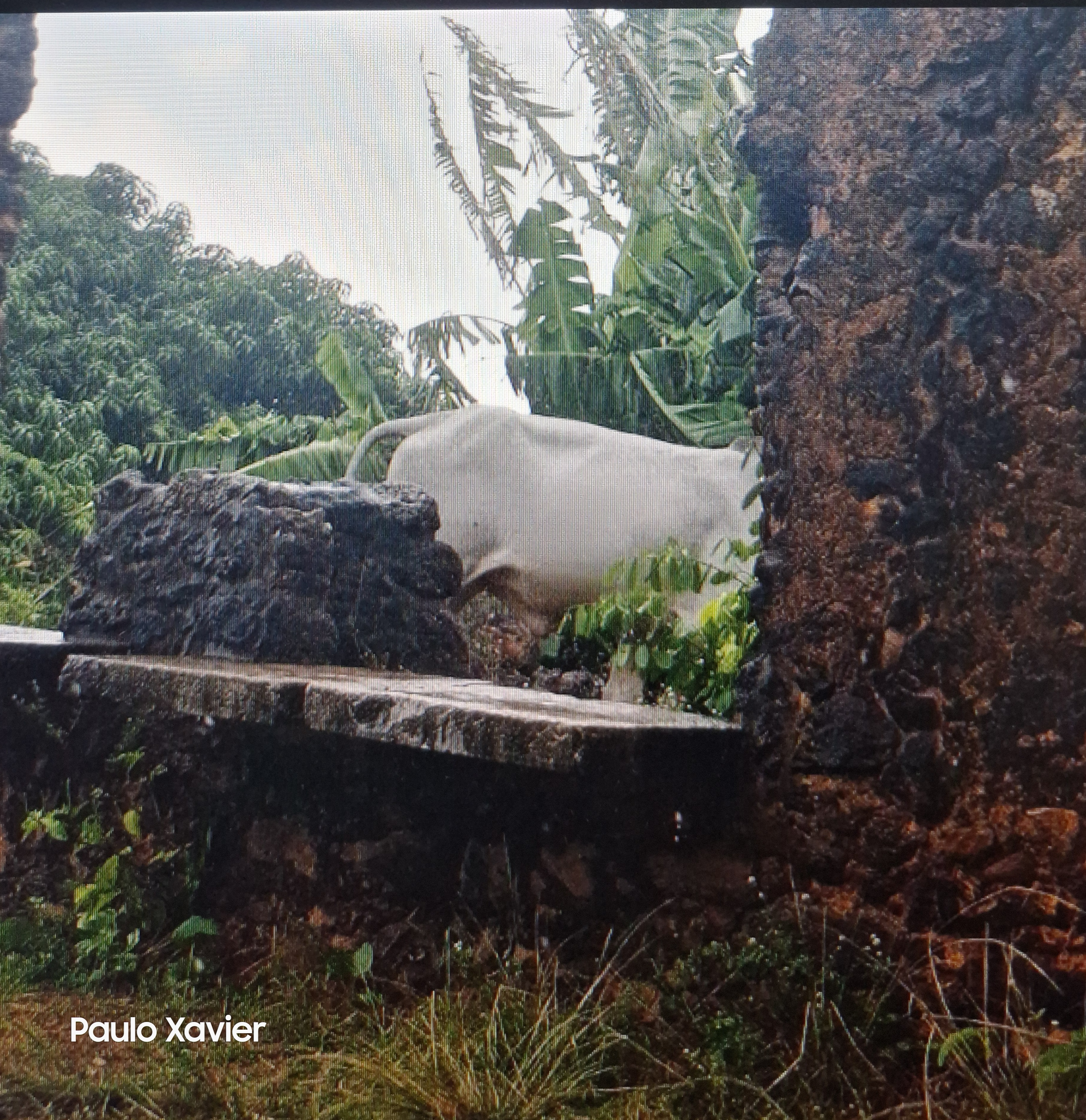
Ruínas da Rua da Amargura
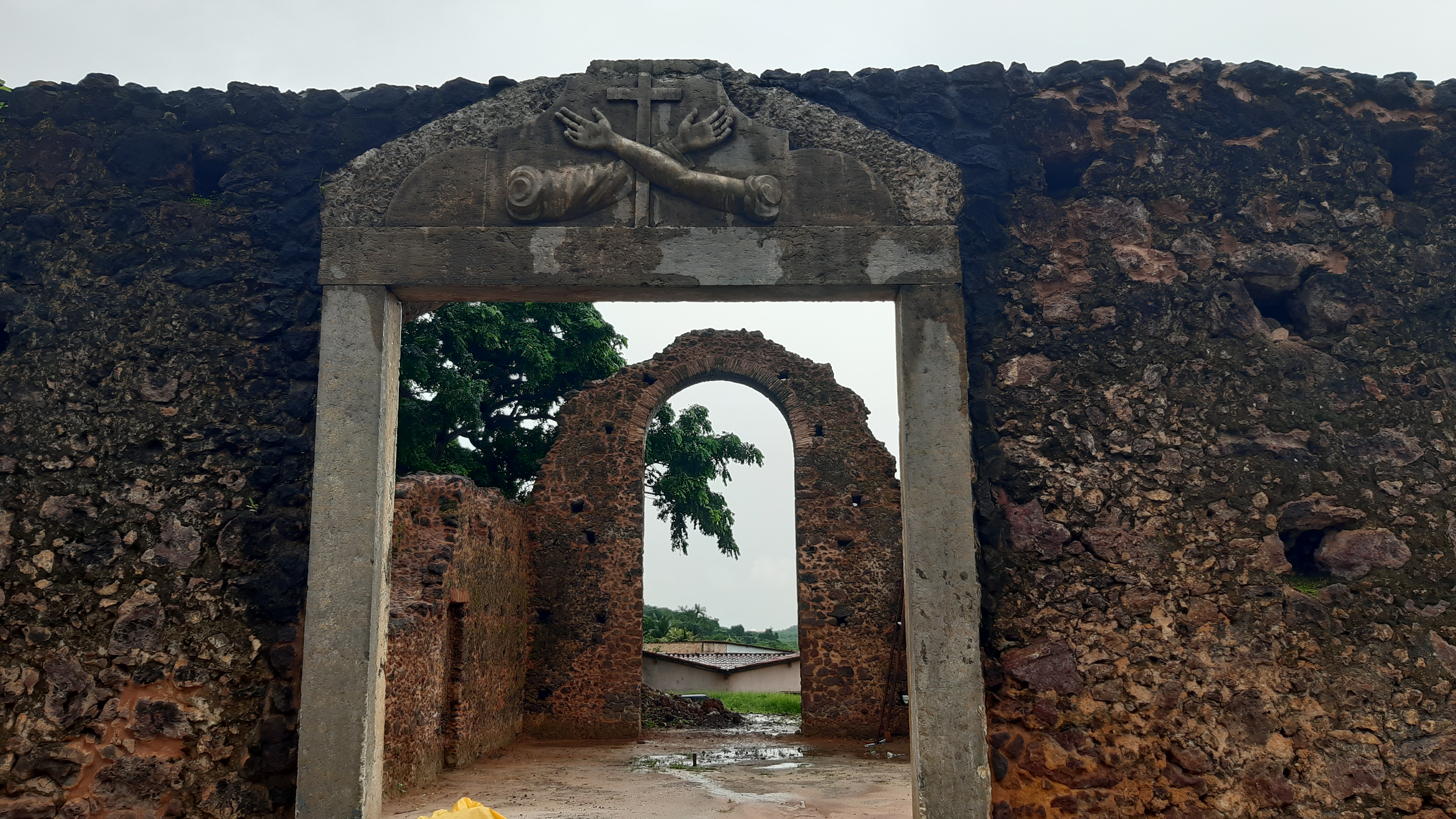
Ruína da Igreja da Ordem Terceira de São Francisco de Assis
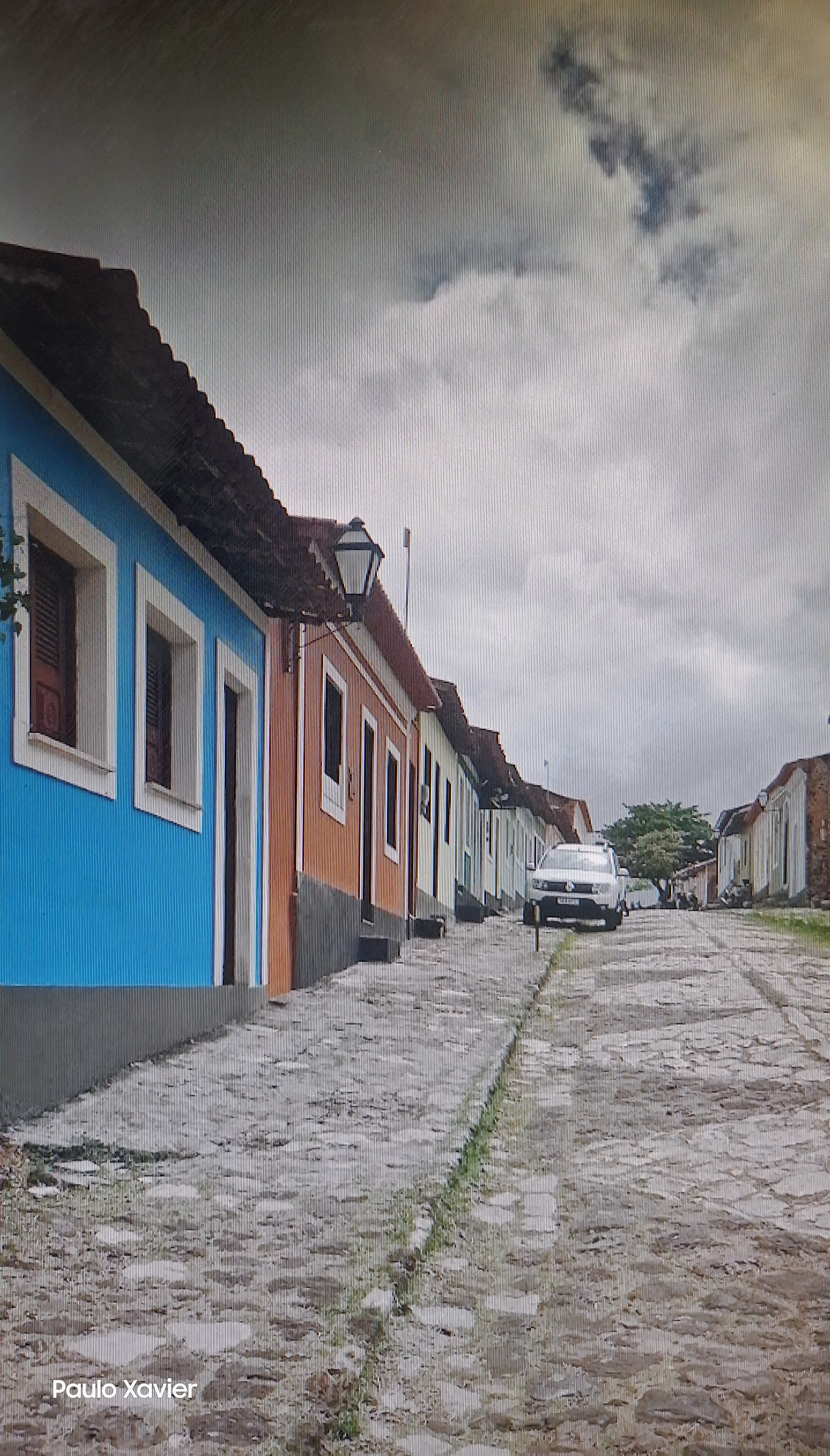
Residências ao Longo da Ladeira do Jacaré